# Tân Phong, Kiến Thụy
Tân Phong là một xã thuộc huyện Kiến Thụy, thành phố Hải Phòng, Việt Nam.
Xã Tân Phong có diện tích 6,85 km², dân số năm 1999 là 6151 người, mật độ dân số đạt 898 người/km².
Đây là xã có dự án Đường cao tốc Ninh Bình – Hải Phòng đi qua.

## Địa giới hành chính
Xã Tân Phong nằm về phía Đông Nam huyện Kiến Thụy; tây giáp xã Minh Tân và xã Ngũ Đoan, phía bắc giáp phường Hòa Nghĩa (quận Dương Kinh); Đông giáp phường Hợp Đức và phường Minh Đức (quận Đồ Sơn); Nam giáp xã Tú Sơn và Đoàn Xá. Từ trung tâm xã theo đường 401 về đến trung tâm huyện lỵ là 5 km. Là địa phương duy nhất trong toàn huyện còn tồn tại một hệ thống sông ngòi tự nhiên khá phong phú, với tổng chiều dài gần 10 km, bao gồm: sông Đa Độ, sông Cốc, sông Sàng, sông He, sông Dáu, sông Đồng Tám, sông Đồng Ngựa và sông Đồng Bầu bao dọc xung quanh các làng trong xã.

## Lịch sử
Với thế đất hình "Rồng vàng" huyền thoại, giao thông thủy thuận lợi, nên ngay từ thế kỷ thứ XIII đã có nhiều người Việt cổ và miền nam Trung Hoa về đây khai phá sú vẹt, cải tạo đất đai để định cư, lập ra 2 làng với tên gọi là Lai Trì và Rụ Dỵ (Độ Trị) (sau đổi tên thành ấp Dáu). Trước năm 1945, vùng đất này có tên là tổng Lão Phong, là một trong những tổng lớn của phủ Nghi Dương, bao gồm các làng: Lão Phong, Lão Phú, Quý Kim và Đức Hậu. Sau cách mạng Tháng tám năm 1945, xã Tân Phong được thành lập gồm các thôn: Lão Phong, Lão Phú, Thái Lai, Kính Trực và ấp Đoan Xá. Đến thánh 8/1948, thôn Đoan Xá tách ra thuộc về xã Đoàn Xá. Xã Tân Phong còn lại 4 thôn, sau đó thôn Lão Phong tách thành 2 thôn. Hiện nay xã Tân Phong có 5 thôn là: Lão Phong 1, Lão Phong 2, Lão Phú, Thái Lai và Kính Trực.

## Dân số
Theo số liệu thống kê ngày 01/4/2009, số dân xã Tân Phong là 7.015 người. Mật độ dân số trung bình 955 người/km2. Cả xã có 62 dòng họ và 1.945 hộ dân. Số người trong độ tuổi lao động chiếm 44% tổng số dân, trong đó lao động nông nghiệp chiếm 44,8%, lao động TTCN-dịch vụ-thương mại và các ngành nghề khác chiếm 55,2%.

## Tôn giáo
Xã Tân Phong có tổng số 2,171 người theo đạo, chiếm 31% dân số toàn xã: trong đó, thôn Lão Phú theo đạo Thiên chúa giáo toàn tòng với 1.250 người, còn lại 902 người theo đạo Phật và 19 người theo đạo Tin lành.

## Truyền thống
Nhiều trai tráng 2 làng Lai Trì và Rụ Dị tham gia đội thủy quân của tướng quân Vũ Hải đánh thắng giặc Mông – Nguyên trên cửa biển Đại Bàng (năm 1288); tham gia các cuộc khởi nghĩa của Đỗ Nguyên Thố, Nguyễn Sư Cối và nhà sư Phạm Ngọc chống lại quân xâm lược nhà Minh (thế kỷ XV). Đến thế kỷ thứ XVI, 2 làng tích cực ủng hộ Vương triều Mạc chấn hưng đất nước, 13 người đã được phong tướng Quận công.
Làng Thái Lai có Vũ Đức Khôi đứng lên tập hợp nhân dân khai khẩn đất hoang, tăng gia sản xuất, dẹp bọn giặc cỏ, bảo vệ cuộc sống bình yên cho người dân, khi mất, được vua Khải Định ban sắc phong là Thành hoàng làng. Ngoài ra còn có Trần Mai (tức Cử Mai, người làng Đại Lộc, xã Đại Hợp) đổ cử nhân vào thời Duy Tân, chán cảnh mất nước, nhà tan, triều đình nhu nhược, ông đã bỏ quan trường về quê dạy học và tham gia tích cực vào phong trào yêu nước của cụ Phan Bội Châu, sau đó bỏ tiền mua ruộng đất lập nên làng Kính Trực.
Những năm đầu thế kỷ XX, nhân dân Tân Phong tham gia tích cực vào phong trào Đông kinh nghĩa thục và cuộc khởi nghĩa nông dân do Hoàng Công Chất lãnh đạo. Thời kỳ tiền khởi nghĩa, Tân Phong là địa chỉ đỏ tin cậy, là nơi che giấu và nuôi dưỡng cán bộ xứ ủy Bắc Kỳ, Thành ủy Hải Phòng và Việt Minh tỉnh Kiến An về tuyên truyền giác ngộ, mở các lớp huấn luyện cán bộ và gây dựng cơ sở cách mạng; là nơi diễn ra sự kiện lịch sử thành lập Chi bộ Đảng Cộng sản đầu tiên của huyện vào ngày 22 tháng 9 năm 1944 tại cánh Đầm Bầu, thôn Kính Trực. Dưới sự lãnh đạo của Đảng, phong trào cách mạng ở Tân Phong phát triển mạnh mẽ; bám sát Nghị quyết của Xứ ủy Bắc Kỳ (tháng 11/1944) " về đẩy mạnh cao trào cách mạng, tổ chức lực lượng và phát triển đấu tranh vũ trang, giành chính quyền về tay nhân dân ở khu vực Kiến An Hải Phòng, phong trào lấy Kim Sơn làm trung tâm...", địa phương đã "đẩy mạnh đấu tranh vũ trang kết hợp với đấu tranh chính trị" góp sức cùng với làng Kim Sơn xã Tân Trào khởi nghĩa dành chính quyền về kháng Nhật thắng lợi.
Ngày 22 và 23/8/1945 chính quyền cách mạng lâm thời ở các thôn Lão Phong, Lão Phú, Thái Lai và Kính Trực được thành lập. Ngày 24 tháng 4 năm 1946, Ủy ban hành chính cách mạng xã Tân Phong ra đời. Ngày 20 tháng 6 năm 1946, Chi bộ Đảng cộng sản xã Tân Phong được thành lập, đánh dấu bước phát triển mới của phong trào cách mạng địa phương. Chín năm trường kỳ kháng chiến chống thực dân Pháp xâm lược, nhân dân xã Tân Phong kiên cường chiến đấu chống giặc càn quét, xây dựng cơ sở; đóng góp tích cực vào công cuộc giải phóng quê hương. Tân Phong là địa bàn trực tiếp tham gia phục vụ hận cần, điểm trú quân của bộ đội đánh sân bay Cát Bi ngày 7/3/1954 thắng lợi.
Trong cuộc kháng chiến chống Mỹ cứu nước, quân và dân Tân Phong vừa sản xuất, vừa chiến đấu và phục vụ chiến đấu ngoan cường, phối hợp với các đơn vị bạn sẵn sàng đánh địch đổ bộ từ hướng biển, tham gia bắt sống giặc lái Mỹ, bảo vệ vững chắc quê hương. Đồng thời tích cực chi viện cho tiền tuyến lớn miền Nam "thóc thừa cân, quân thừa người", góp phần cùng cả nước đánh thắng đế quốc Mỹ xâm lược.

## Kinh tế
Nông nghiệp là ngành sản xuất chủ yếu. Do là vùng đất sâu trũng, chua mặn, nằm ở gần biển, trước đây hầu hết diện tích chỉ cấy được 1 vụ với những giống lúa truyền thống, năng suất bình quân chỉ đạt 30–40 kg/sào Bắc Bộ. Những năm gần đây, nhờ có sự chuyển dịch cơ cấu cây trồng, vật nuôi, tích cực áp dụng các tiến bộ khoa học kỹ thuật và thâm canh... nên nông nghiệp đã có bước tăng trưởng khá. Mô hình kinh tế trang trại, gia trại hình thành và phát triển mạnh, toàn xã có 103 trang trại và gia trại, tăng 13 lần so với năm 2000.
Diện tích đất nông nghiệp hiện nay là 465 ha. Trong 5 năm qua; năng suất lúa bình quân đạt 115 tạ/ha, tăng 35% so với năm 2000; chăn nuôi gia súc, gia cầm tăng 70% và nuôi trồng thủy sản tăng 60% so với năm 2000.
Trên địa bàn hiện nay vẫn còn một số nghề truyền thống như: thêu ren, đan lát, mộc, nề, chài lưới... nhưng quy mô nhỏ lẻ không thành làng nghề. Đồng thời đã hình thành những ngành nghề mới: vận tải, cơ khí, sửa chữa nông cụ, xe máy, sản xuất đồ dân dụng và các cơ sở dịch vụ. Xã có 1.578 lao động (chiếm 75% số lao động toàn xã) làm việc trong các khu công nghiệp.
Đường 401 tự thị trấn Núi Đối đền Đồ Sơn, đoạn qua xã dài 2 km; đường 403 từ Đồng Nẻo (353) đến phà Dương Áo (đi Tiên Lãng), đoạn qua xã dài 1,5 km. Đường phủ nhựa liên thôn 6 km, đạt 70%, bê tông ngõ xóm 17 km, đạt 92%. Các phương tiện vận chuyển truyền thống dần được thay thế bằng xe tải nhỏ.
Trước kia xã không có chợ, từ trung tâm xã đến chợ đầu mối Đại Hợp gần 4 km, chợ Tắc Giang (thị trấn Núi Đối) 5 km. Do yêu cầu về giao thương trao đổi hàng hóa, năm 1987 chợ Tân Phong được xây dựng và đi vào hoạt động đã mang lại hiệu quả thiết thực, góp phần vào phát triển kinh tế nâng cao đời sống của nhân dân.
Sản phẩm đặc trưng cảu xã Tân Phong: Rượu nếp cái hoa vàng, gạo ri hương; các loại rau thơm (gia vị) ở Lão Phú, hành tỏi ở Lão Phong, cá giống Thái Lai, cá thịt và chuối quả Kính Trực, trứng vịt lộn ở xã Tân Thành (lão Phong 1). Các món ăn truyền thống nổi tiếng như: vịt bó đất nướng, chế biến món cá chép hóa rồng nhả ngọc, cơm nếp hấp cá rô...

## Văn hóa – xã hội
Văn hóa vật thể và phi vật thể khá phong phú. Chùa Hàm Long ở thôn Lão Phong được xây dựng từ thế kỷ thứ 13 trên mảnh đất linh thiêng huyền thoại (ngay trong Hàm Rồng), đã nhiều lần trùng tu tôn tạo; trong kháng chiến chống Pháp chùa là cơ sở tin cậy của Việt Minh. Đình Lão Phong thờ 3 vị Thành hoàng là: Nam Hải đại vương, Đông Hải đại vương và Tiết chế Linh ứng đại vương, do tiêu thổ kháng chiến đến nay đình Lão Phong không còn nữa. Đình Thái Lai xây dựng vào đầu thế kỷ 20 thờ Thành hoàng làng là cụ Vũ Đức Khôi, đền của làng thờ Hưng Đạo vương Trần Quốc Tuấn. Đình chùa của làng Lão Phú không còn, năm 1937, nhà thờ thiên chúa giáo được xây dựng, nhân dân theo đạo toàn tòng và trở thành họ giáo lớn nhất huyện. Làng Kính Trực lập miếu thờ cụ Cử Mai là Thành hoàng của làng. Nơi đây có khu di tích Đầm Bầu lưu giữ sự kiện lịch sử quan trọng thành lập Chi bộ Đảng Cộng sản đầu tiên của huyện vào ngày 22 tháng 9 năm 1944.
Lễ hội trong các làng thường diễn ra vào dịp Tết Nguyên đán. Đặc biệt là lễ hội chùa Hàm Long được tổ chức long trọng vào ngày 20 tháng Giêng hàng năm, kéo dài từ 3-4 ngày để tạ ơn trời đất. Lễ hội có rước Rồng vàng, rước Thành hoàng làng cùng với các trò chơi dân gian như đánh vật, bắt vịt dưới ao và thi hành làm cỗ chay giữa các dòng họ. Cũng vào dịp này, làng Lão Phú tổ chức các trò chơi như: cầu thùm, cướp cờ, cướp chim, đua thuyền có hình cá chép giữa các dòng họ nay đã mai một.
Hương ước các làng văn hóa nay có sự kế thừa nét đẹp truyền thống, xây dựng đời sống văn hóa mới lành mạnh, tiến bộ. Đến nay cả 4 làng (thôn) đều xây dựng làng văn hóa; trong đó có các nàng văn hóa Lão Phú (công giáo toàn tòng) và làng văn hóa Thái Lai đạt danh hiệu cấp Thành phố. Các thiết chế văn hóa, thể thao như: nhà văn hóa, đài phát thanh, điểm bưu điện văn hóa, sân vận động, trung tâm văn hóa làng đều được đầu tư trang thiết bị hiện đại, hiệu quả hoạt động tốt.
Tân Phong là địa phương có truyền thống hiếu học. Thuở mới lập làng đã có họ Đồng Xuân vốn là họ Tư Thiên (tổ tiên xưa là Thiên Tư giám) di cư về cùng sinh sống với cộng đồng làng, hòa nhập và mở mang tri thức. Thời kỳ nhà Mạc (1527-1592), làng có nhiều người có trình độ học vấn uyên bác, tham gia triều chính.